# Aulonothroscus teretrius
Aulonothroscus teretrius är en skalbaggsart som beskrevs av Blanchard 1917. Aulonothroscus teretrius ingår i släktet Aulonothroscus och familjen småknäppare. Inga underarter finns listade i Catalogue of Life.